# Le Gault-Saint-Denis
Le Gault-Saint-Denis is een gemeente in het Franse departement Eure-et-Loir (regio Centre-Val de Loire) en telt 538 inwoners (1999). De plaats maakt deel uit van het arrondissement Châteaudun.

## Geografie
De oppervlakte van Le Gault-Saint-Denis bedraagt 23,5 km², de bevolkingsdichtheid is 22,9 inwoners per km².
De onderstaande kaart toont de ligging van Le Gault-Saint-Denis met de belangrijkste infrastructuur en aangrenzende gemeenten.

## Demografie
Onderstaande figuur toont het verloop van het inwonertal (bron: INSEE-tellingen).